# Gagée des prés

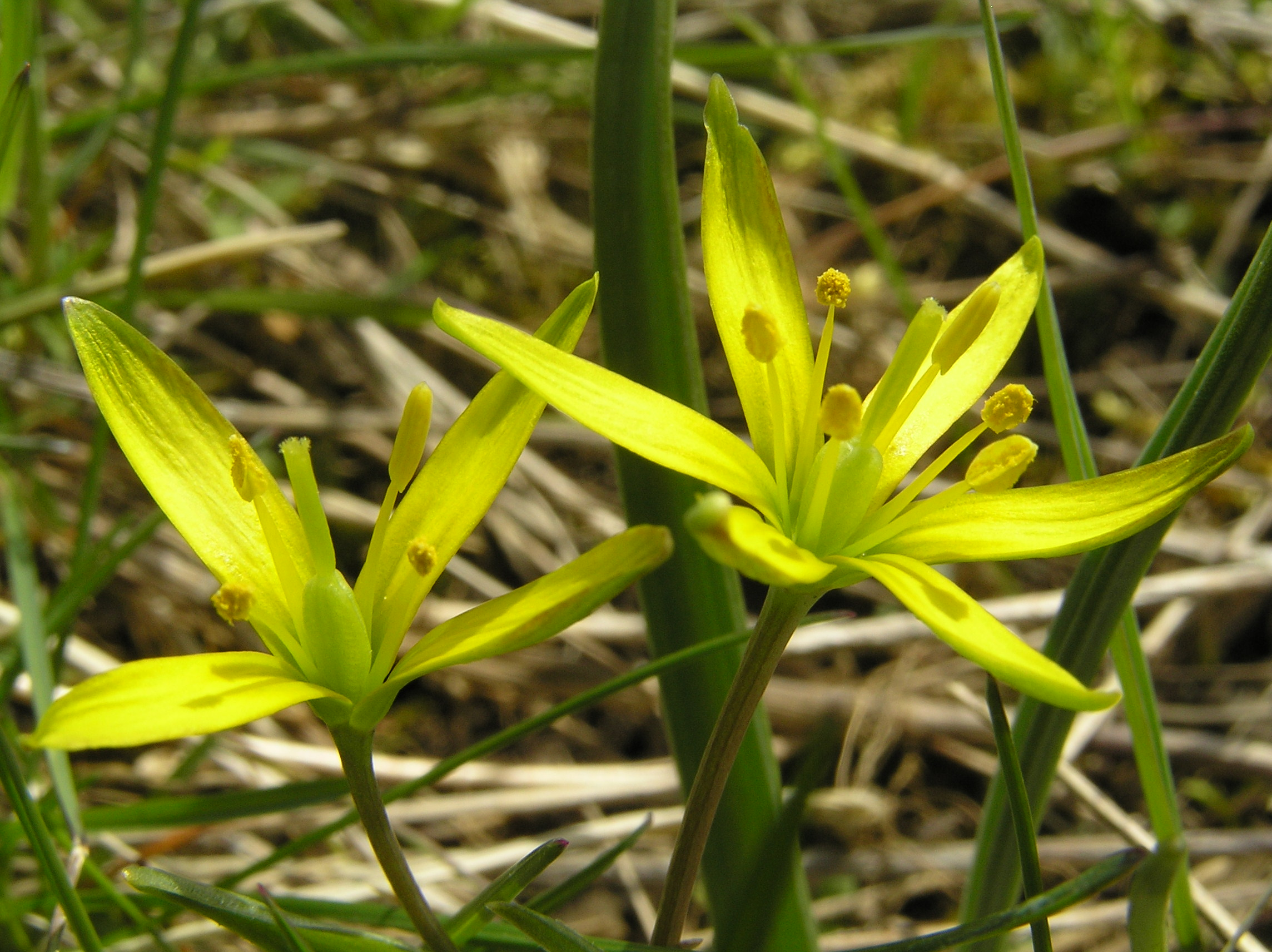
Gagea pratensis
Espèce
La gagée des prés (Gagea pratensis) est une petite plante à bulbe du genre Gagea et de la famille des Liliaceae.

## Description
La Gagée des prés possède des fleurs jaunes à six tépales libres formant une étoile.

## Habitat
La Gagée des prés pousse dans des pelouses, des rocailles où elle fleurit en mars et avril.

## Statut
Cette espèce est protégée sur l'ensemble du territoire français métropolitain (Article 1).